# José Falcón
José Carlos Frita Falcão dit « José Falcón », né à Vila Franca de Xira (Portugal) le 30 août 1942 ou 30 août 1944, mort à Barcelone (Espagne) le 11 août 1974, est un matador portugais.

## Biographie
José Falcón est né le 30 août 1942 à Povos, une ancienne paroisse de Vila Franca de Xira, dans le district de Lisbonne, dans un milieu familial qui l'amène à s'intéresser à la tauromachie : un de ses grands-pères est par exemple un banderillero professionnel. Il fréquente, entre 1960 et 1966, l'école de tauromachie de Coruche, .
Il fait ses débuts au Portugal le 20 mai 1962 à Montijo face à des novillos de la « Sociedad Agrícola Monte Frío ». Il effectue son alternative à Badajoz le 23 juin 1968, avec comme parrain Paco Camino, comme témoin, « Paquirri » et des taureaux de la ganadería de Alberto Cunhal Patricio,,.
Une confirmation d'alternative est à Madrid le 27 juillet 1969, avec des taureaux de la ganadería de Murteira Grave.
Le 11 août 1974, dans les arènes de Barcelone, il est mortellement blessé, l'artère fémorale tranchée, par le taureau « Cucharero » de la ganadería de Don Alipio Perez Tabernero,,. Évacué des arènes, il meurt dans la soirée.